# Alexander Mourousis
Alexander Mourouzis (em grego:  Αλέξανδρος Μουρούζης; romeno: Alexandru Moruzi (1750/1760 – 1816) foi um Grande Dragoman do Império Otomano que serviu como Príncipe da Moldávia e Príncipe da Valáquia. Aberto as ideias iluministas e conhecido por seu interesse em engenharia hidrológica, Mourouzis foi obrigado a lidar com as intrusões das tropas rebeldes de Osman Pazvantoglu. Em uma atitude rara para aquela época, ele renunciou ao trono na Valáquia, e seu segundo governo na Moldávia foi interrompido pelas intrigas do diplomata francês Horace Sébastiani.

## Biografia
Membro da família Mourouzis de Fanariotas e filho de Constantino Mourouzis (um dos poucos príncipes nomeados pelos otomanos a morrer no cargo), ele foi lecionado para falar seis idiomas além do grego. Sua mãe era membro da família Ghica. Alexandre foi o grande Dragoman da Sublime Porta sob o comando do Sultão Selim III, na qual ele ajudou a mediar o Tratado de Jassy em 1791, encerrando a Guerra Russo-Turca de 1787–1792. Selim recompensou seu serviço nomeando-o para o trono em Iaşi (Moldávia) em janeiro de 1792, e transferiu-se um ano depois para o trono de Bucareste (1793–1796), onde seu primeiro ano no cargo coincidiu com um surto de peste bubônica (que ele lidou confinando os doentes na vila de Dudeşti em quarentena).
Demitido devido a intrigas na corte otomana, ele foi reintegrado em Bucareste (1798–1801). Em 1799, ele aprovou uma resolução que pôs fim ao conflito trabalhista na fábrica de tecidos em Pociovalişte (atualmente parte de Bucareste). Depois de reformar seu sistema de emprego e remuneração dos trabalhadores, bem como contratar especialistas saxões da Transilvânia para administrar a indústria, negou o pedido dos trabalhadores de instituir duas semanas de folga para cada semana de trabalho e ordenou que as atividades fossem retomadas, enfatizando que era imperativo respeitar a demanda otomana por têxteis. Na época, os funcionários não recebiam pagamento, mas trabalhavam em troca de isenções fiscais.
Ao longo do ano seguinte, Mourouzis teve que lidar com a incursão das tropas rebeldes de Pazvantoğlu em Oltenia, que resultou na pilhagem e queima de grande parte da cidade de Craiova. A notícia da destruição do Craiova chegou a Bucareste e Mourouzis proibiu a fuga da cidade; no entanto, isso não impediu que os boiardos enviassem suas riquezas dentro da Monarquia de Habsburgo para custódia. Mourouzis construiu fortificações na estrada para Craiova e nas margens do rio Olt; ele atacou as tropas de Pazvantoğlu, que usaram as ruínas da cidade como barricadas — após vários dias de luta, Pazvantoğlu e suas tropas fugiram de Craiova e retornaram a Vidin. Impotente contra os ataques destrutivos deste último, ele pediu para ser dispensado de sua posição e, em um gesto altamente incomum, pagou às autoridades otomanas em troca de seu próprio substituto.
Por insistência do Império Francês, ele foi novamente nomeado Príncipe da Moldávia (1802–1806 e 1806–1807), mas acabou sendo demitido por outra intervenção francesa na Sublime Porta em 12 de agosto de 1806 – Horace Sébastiani, o embaixador francês para o Império Otomano, conclamou Selim III a punir as atividades pró-russas de Constantino Ypsilantis na Valáquia e impedir uma aliança Moldávia-Valáquia-Rússia. Este último evento constituiu uma das causas da Guerra Russo-Turca de 1806–1812.
Mustafá IV ordenou que Mourouzis fosse enviado às galeras, mas foi perdoado logo depois. Ele morreu na sua casa em Constantinopla, e havia rumores de que ele foi envenenado.

## Conquistas
Mourouzis foi um príncipe iluminista, cujo tempo nos dois tronos esteve ligado à modernização. O príncipe pertencia à Maçonaria, tendo se afiliado a duas lojas maçônicas separadas: em 1773, ele era membro ativo no município de Sibiu, localizado na região da Transilvânia e, depois de 1803, pertencia ao ramo maçom moldavo em Galați. Seus contatos ocidentais e seus ideais políticos estavam provavelmente ligados com objetivo de unir os dois principados do Danúbio sob um único príncipe, como um legado simbólico da Dácia: um atlas de 1800 publicado em Viena se referia às suas duas regras como uma única liderança "dos dois Dácias". Como a legislação local era baseada principalmente na lei bizantina, ele reconheceu a importância dada aos Hexabiblos no século XIV pelo jurista bizantino Konstantinos Armenopoulos, e ordenou que fosse traduzido para o romeno — embora não tenha se tornado lei oficial na Valáquia, o Hexabiblos foi amplamente utilizado para referência pelo Divã de Bucareste.

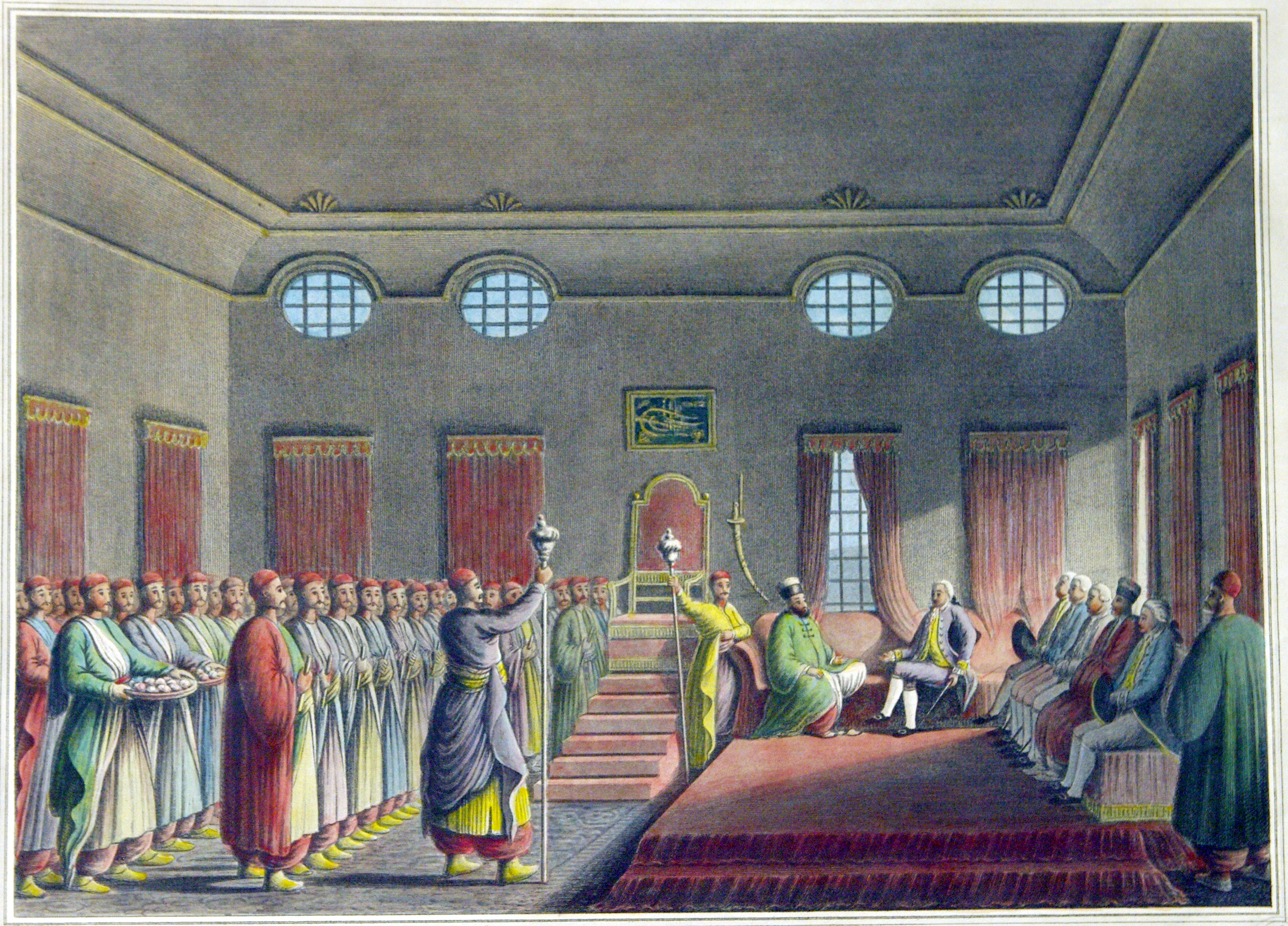
Alexander Mourouzis dá as boas-vindas ao embaixador britânico em Curtea Nouă

Durante seu governo em Bucareste, Mourouzis reconstruiu notavelmente a residência principesca de Curtea Nouă, instituiu um escritório de boiardo como coleta centralizada de impostos na capital e aumentou o abastecimento de água por fontes de torneira na área de Cotroceni. Seu interesse pelo sistema hidráulico também se manifestou durante sua estada na Moldávia, onde extraiu água e construiu um reservatório para a capital Iași (através de um sistema que levava ao Mosteiro Golia ) e forneceu a Focșani água de sobre o Rio Milcov (após um entendimento com Alexander Ypsilantis da Valáquia). Foi em 1793 que a primeira empresa moderna de varejo foi inaugurada na Valáquia, mantida pelo francês Hortolan.
Sob suas regras, navios valáquios e moldavos para navegação no Danúbio foram construídos em estaleiros recém-criados. Ele também organizou o primeiro sistema de entrega de correio na Moldávia. Assim como foi feito antes pelo seu pai, Alexander Mourouzis fundou escolas e doou bolsas de seis anos para crianças carentes. Entre as instituições educacionais que ele criou estava o seminário ortodoxo, no Mosteiro de Socola de Iaşi. Ele se interessou pessoalmente pela educação científica e participou de experimentos em física na Princely School, na capital da Moldávia.
Durante seu primeiro reinado sobre a Moldávia, Mourouzis aprovou notavelmente uma resolução esclarecendo a superfície da terra que os boiardos eram obrigados a alocar aos camponeses que trabalhavam em suas propriedades. É o primeiro documento a dividir os trabalhadores agrícolas nas três categorias tradicionais, com base no número de bois possuídos, de fruntaşi ("pessoas principais"), mijlocaşi ("pessoas do meio") e codaşi ("pessoas atrasadas"). Na época, foi registrado que associações de fruntaşi poderiam funcionar como propriedade arrendada a serviço de boiardos ou mosteiros ortodoxos. Este direito foi suprimido em 1815.

## Na cultura popular
Mourouzis foi referência no discurso panegírico do poeta boiardo moldavo Costache Conachi, que elogiou as realizações do príncipe em hidrotecnia. Os comentários feitos sobre o poema, publicado pelo nacionalista romântico Gheorghe Sion, foram objetos de um desentendimento em 1873 entre ele e o crítico literário Titu Maiorescu. Este último colocou o ensaio de Sion entre seus exemplos de "embriaguez com palavras" (um termo que ele e a sociedade Junimea haviam apelidado como definição de crítica incoerente e desnecessariamente subjetiva).